# Georges Jacquot (sculpteur)
Pour les articles homonymes, voir Georges Jacquot et Jacquot.
Georges Jacquot, né à Nancy (Meurthe-et-Moselle) le 15 février 1794 et mort à Paris (6e arrondissement) le 25 novembre 1874, est un sculpteur français.

## Biographie
Georges Jacquot suit tout d’abord les cours de son père Jacques Jacquot qui était sculpteur ornemaniste.
Entré à l’école de l’Académie royale de peinture et de sculpture en 1813, il est l’élève du peintre Antoine-Jean Gros et des sculpteurs François Joseph Bosio et Jules Ramey. En 1815, il obtient un troisième prix de Rome en gravure de médaille avec Mort d’Ajax. 
Il expose par la première fois au Salon de 1817, année au cours de laquelle il remporte le second prix de Rome de sculpture avec Mort d'Agis, roi de Lacédémone. Il est couronné par le premier grand prix pour son œuvre Caïn maudit, entendant la voix de l'Éternel en 1820.
Il séjourne à la villa Médicis à Rome entre 1820 et 1825. Jacquot est présent au Salon chaque année jusqu’en 1859 ; il y obtient du médaille de seconde classe en 1831 et une mention honorable en 1833.
Il devient professeur de dessin à l’École des beaux-arts de Paris et on compte Pierre Hébert et Adolphe Itasse parmi ses élèves. 
Il est nommé chevalier de la Légion d’honneur en 1857.
Mort à Paris, il y est enterré au cimetière du Père-Lachaise. Georges Jacquot a légué sa fortune à sa ville natale pour servir à la fondation d’un prix de dessin.
Une rue de Nancy, de la Grande Rue à la Pépinière, porte son nom depuis 1875.

## Œuvres dans les collections publiques

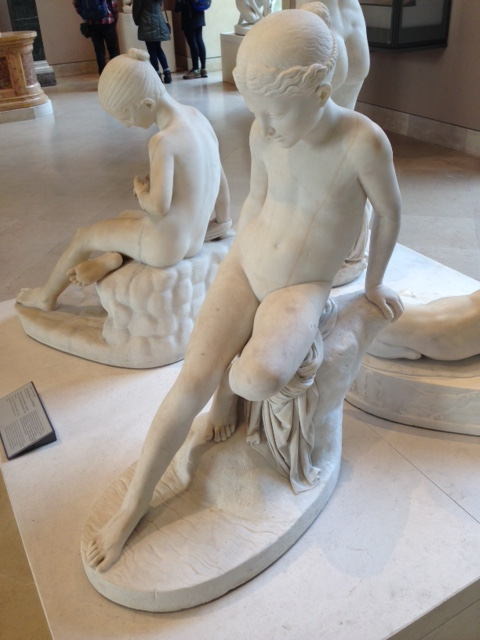
Jeune Nymphe descendant dans l'eau (vers 1824), marbre, Paris, musée du Louvre.

- Chantilly, musée Condé : Buste du roi Louis-Philippe, 1834, 110 cm[6].
- Lisieux, musée d'Art et d'Histoire : Hussards et sapeurs du génie, modèle en plâtre.
- Nancy, place Stanislas : Monument à Stanislas Leszczynski, 1831. La statue de celui qui fut roi de Pologne, érigée au milieu de cette place, est une des œuvres les plus connues de Georges Jacquot. Commandée en mai 1826, elle est achevée en octobre 1831 et inaugurée le 6 novembre 1831[7].
- Orléans, parc Louis-Pasteur : L'Homme au Loup, groupe en marbre[8].
- Paris :
  - abbaye de Saint-Germain-des-Prés[9] :
    - Jésus prêchant sur la montagne, 1829, bas-relief en bronze sur la face avant de la chaire en marbre blanc ;
    - deux anges en bronze ;
    - L’Ancienne Loi, figure voilée, aux traits sévères, appuyée sur les Tables de la Loi ;
    - La Nouvelle Loi, femme gracieuse tenant le livre des Évangiles ;
    - deux statues en bronze de part et d’autre de la chaire.

  - Arc de triomphe de l'Étoile : Hussards et sapeurs du génie, 1834, frise d'entablement, façade sud (côté avenue Kléber).
  - École nationale supérieure des beaux-arts : Caïn maudit, entendant la voix de l'Éternel, statue en plâtre, 1,15 m, premier prix de Rome[10].
  - musée du Louvre : Jeune Nymphe descendant dans l’eau, vers 1824, marbre, 102 cm, Salon de 1824, cette statue a été acquise par le ministère de la Maison du roi en mars 1825[11].
  - musée d’Orsay : La Moisson, modèle en plâtre[12].
  - palais du Louvre :
    - La Moisson, 1857, au niveau de la balustrade supérieure de l’aile Colbert[13] ;
    - Trophée d’armes et Trophée et deux figures, 1851, bas-reliefs dans les frontons de la grande galerie orientale de la cour Napoléon[14] ;
    - deux cariatides en façade du deuxième étage du pavillon Denon[15].

  - place Gaillon, fontaine Gaillon : Jeune Triton chevauchant un dauphin, groupe en marbre dans la vasque supérieure. Cette œuvre a été présentée au Salon de 1828[16].

## Élèves
- Vincent Baron (1820-1892)

### Sources
- Jean-Chrétien Ferdinand Hoefer, Nouvelle biographie générale depuis les temps les plus reculés jusqu'à nos jours, 1853.
- Gustave Vapereau, Dictionnaire universel des contemporains : contenant toutes les personnes notables de la France et des pays étrangers, 1865 (en ligne).
- Pierre Larousse, Grand dictionnaire universel du XIXe siècle, 1866-1877.